# Nikolaj Dragoš
Nikolaj (Niko) Dragoš, slovenski policist, * 27. avgust 1907, Griblje, Bela krajina, † 31. marec 2018.
Ob smrti v starosti 110 let in 7 mesecev je bil najstarejši moški prebivalec Slovenije vseh časov.

## Življenjepis
Po drugi svetovni vojni je dobil službo kot delavec ljudske milice in v okviru uprave za notranje zadeve deloval vse do svoje upokojitve. Leta 1947 se je star 40 let poročil z ženo Pepco in imel hčer Cvetko in sina Iva. Poročena sta bila 56 let. Z družino je živel v Brodu pod Šmarno goro.
Niko Dragoš je v pozno starost pisal pesmi. V 100. letu je napisal avtobiografijo z naslovom Mojih sto let, ki jo je izdal v samozaložbi. Po smrti žene je do 101. leta starosti še sam skrbel zase, nato pa se je odločil in se preselil v Dom upokojencev Poljane v Ljubljani. Pri 107 letih za branje še vedno ni rabil očal. Ob 110. rojstnem dnevu ga je obiskal predsednik države Borut Pahor, Niko pa je ob tej priložnosti na svojo tamburico zaigral nekaj pesmi. Dočakal je 110 let in 216 dni, s čimer je postal najstarejši moški prebivalec Slovenije vseh časov. Starost 110 let sta pred njim dosegli le dve Slovenki, Katarina Marinič in Marija Vencelj Maggi.